# Léon Delsarte
Pour les articles homonymes, voir Delsarte.
Léon Delsarte est un gymnaste artistique français né le 19 novembre 1893 à Valenciennes et mort le 24 janvier 1963 à Valenciennes.

## Biographie
Léon Delsarte remporte avec l'équipe de France de gymnastique la médaille de bronze au concours par équipes aux Jeux olympiques d'été de 1920 à Anvers. Il participe ensuite à toutes les épreuves de gymnastique aux Jeux olympiques d'été de 1924 à Paris, se classant notamment neuvième du concours général individuel et remportant la médaille d'argent au concours par équipes.

## Palmarès

### Jeux olympiques
- Anvers 1920
  -  médaille de bronze au concours par équipes

- Paris 1924
  -  médaille d'argent au concours par équipes